# Pavel Banya
Pavel Banya (en búlgaro: Павел Баня) es una ciudad de Bulgaria en la provincia de Stara Zagora.

## Geografía
Se encuentra a una altitud de 419 m s. n. m. a 219 km de la capital nacional, Sofía.

## Demografía
Según estimación 2013 contaba con una población de 2 514 habitantes.
|         | 2004  | 2005  | 2006  | 2007  | 2008  | 2009  | 2010  | 2011  |
| Mujeres | 1 520 | 1 543 | 1 555 | 1 555 | 1 550 | 1 546 | 1 545 | 1 469 |
| Varones | 1 392 | 1 395 | 1 378 | 1 389 | 1 379 | 1 372 | 1 369 | 1 281 |
| Total   | 2 912 | 2 938 | 2 933 | 2 944 | 2 929 | 2 918 | 2 914 | 2750  |